# Jean-Pierre Lhomme
Pour les articles homonymes, voir Lhomme.
Jean-Pierre Lhomme, né le 4 novembre 1948 à Château-Renard (Loiret) et mort le 15 août 2017 à Paris, est un médecin et militant associatif français.
Il a notamment fondé l'association Gaïa et a été vice-président de Médecins du monde. Engagé dans la lutte pour la prévention des risques chez les usagers de drogue, il a été l'un des promoteurs de la  salle de consommation à moindre risque (usuellement dénommée « salle de shoot ») de la rue Ambroise-Paré à Paris.